# Чарльз Мартін
Чарльз Мартін (англ. Charles Martin; нар. 24 квітня 1986 року, Сент-Луїс, Міссурі, США) — американський професіональний боксер, що виступає у важкій ваговій категорії, чемпіон світу у важкій вазі за версією IBF (2016).

## Професійна кар'єра

### Мартін проти Глазкова
Після відмови чемпіона за версією IBF Тайсона Ф'юрі провести обов'язковий захист титулу проти українця В'ячеслава Глазкова, у грудні 2015 року звання чемпіона було оголошено вакантним, а також назначено промоутерські торги між українцем і Чарльзом Мартіном. Перемогу в торгах здобула команда Мартіна на чолі з Елом Хеймоном. Переможною виявилася ставка розміром 1,238 млн $. Бій мав відбутися в андеркарді іншого чемпіонського бою у важкій вазі між чемпіоном WBC Деонтеєм Вайлдером та поляком Артуром Шпількою.
Перемогу в цьому бою здобув і став новим чемпіоном IBF Чарльз Мартін. У третьому раунді він відправив українця у нокдаун. Однак варто відзначити, що Глазков після нього піднявся, але в результаті отриманої раніше травми коліна був змушений відмовитися від продовження бою.

### Мартін проти Джошуа
Відразу після завоювання звання чемпіона світу Мартін зробив виклик перспективному британському важковаговику Ентоні Джошуа, і той відповів згодою. Незважаючи на те, що чемпіоном був Мартін, явним фаворитом у букмекерів був британець. В бою, що відбувся 9 квітня в Лондоні, в другому раунді Мартін пішов вперед і отримав короткий правий прямий в щелепу, що звалив його в нокдаун. Через деякий час Мартін знов пішов в атаку і знов пропустив удар правою в щелепу, опинившись в другому нокдауні. Він піднявся, але не відновився до кінця відліку рефері, і той зупинив бій. Мартін втратив титул чемпіона.